# تاکتیک‌های اونیموشا
تاکتیک‌های اونیموشا (به انگلیسی: Onimusha Tactics) عنوانی فرعی از سری بازی‌های اونیموشا است که توسط شرکت کپ‌کام، برای نخستین بار در ۲۵ جولای ۲۰۰۳ عرضه شد. این بازی در سبک بازی‌های نقش‌آفرینی تاکتیکی بوده و به شکل تک‌نفره قابل بازی است. تاکتیک‌های اونیموشا، به طور انحصار برای کنسول گیم بوی ادوانس طراحی و ساخته شده است. این عنوان داستان بازی های قبلی در پلی استیشن ۲ را دنبال نمی کند و یک داستان جانبی است. با این حال، این بازی ویژگی های مشابهی با بازی های قبلی دارد: یک سامورایی که دارای دستکش اونی است، می تواند به اونیموشا تبدیل شود و علیه نوبوناگا و ارتش او گِنما مبارزه کند.
| گردآورنده | امتیاز |
| --------- | ------ |
| متاکریتیک | 64/100 |

| ناشر      | امتیاز |
| --------- | ------ |
| وان‌آپ.کام | B-     |
| یوروگیمر  | 6/10   |
| آی‌جی‌ان    | 6.5/10 |

## منبع
- مشارکت کنندگان ویکی‌پدیا در مقاله انگلیسی بازی

1. ↑  "Onimusha Tactics for Game Boy Advance Reviews". Metacritic. Retrieved 16 July 2020.
2. ↑  "Onimusha Tactics Review for GBA from 1UP.com". 1Up.com. 1 January 2000. Archived from the original on 31 July 2012. Retrieved 4 September 2012.
3. ↑  Fahey, Rob (18 December 2003). "Onimusha Tactics Review". Eurogamer. Retrieved 4 September 2012.
4. ↑  Harris, Craig (19 November 2003). "Onimusha Tactics: It's not the best tactical RPG on the GBA, but it's definitely not a bad one, either". IGN. Retrieved 4 September 2012.